# Eledone nigra
Eledone nigra är en bläckfiskart som först beskrevs av William Evans Hoyle 1910.  Eledone nigra ingår i släktet Eledone och familjen Octopodidae. Inga underarter finns listade i Catalogue of Life.